# Muhsin Hendricks
Muhsin „Moegsien“ Hendricks (* Juni 1967 in Kapstadt; † 15. Februar 2025 in Bethelsdorp, Nelson Mandela Bay) war ein südafrikanischer Imam. 
Hendricks galt als der weltweit erste Imam, der offen schwul lebte. Er war auch der erste offen Homosexuelle, der vom Islamic Social Welfare Council (ISWA), einer konservativen Organisation, die ihn vor Jahren wegen seiner sexuellen Orientierung ausschloss, zu einer Diskussion eingeladen wurde. 1996 gründete er The Inner Circle (Islamic Organization for the Social and Spiritual advancement of Sexually Diverse Groups and Individuals, Südafrika). Hendricks war Mitglied im internationalen Beirat der Hirschfeld-Eddy-Stiftung. Hendricks wurde 2025 ermordet.

## Leben
Hendricks wuchs in Kapstadt in einem tief religiösen Haushalt auf. Für die dortige orthodoxe muslimische Gemeinde waren sein Großvater Imam, sein Vater spiritueller Heiler und seine Mutter Islamlehrerin. Zwischen 1990 und 1994 studierte Hendricks Arabisch, islamisches Recht und islamische Theologie an der University of Karachi (Jamia Dirasat Al-Islamia) in Pakistan.
Nach seinem Abschluss kehrte er nach Kapstadt zurück und wurde Teilzeit-Co-Imam in einer lokalen Moschee, lehrte an drei weiteren und war angesehener Arabischlehrer. Im Alter von 23 Jahren willigte er in eine arrangierte Ehe mit einer ihm prinzipiell sympathischen Frau ein, unter anderem weil von einem Imam eine Heirat erwartet wird. Kurz vor der Eheschließung erzählte er seiner Frau von seiner Homosexualität. Nachdem sie anfangs außer sich war, wollte sie ihm helfen, „das Problem zu lösen“, und sie wollten es trotzdem miteinander versuchen. Im Laufe des Jahres schlug die Ehe fehl, aber es war das erste Kind unterwegs, dem noch zwei weitere folgten. Nach sechs Jahren ließen sie sich scheiden. Nachdem ihn seine Mutter einen Monat nach der Scheidung auf Gerüchte angesprochen hatte, dass er sich wegen seiner Homosexualität habe scheiden lassen, hatte er vor ihr sein Coming-out. Nach einer zunächst schockierten Reaktion begann sie mit der Zeit zu verstehen. Als er seine erste Beziehung lebte, kam sie zehn Tage auf Besuch. Als sie wieder ging, sagte sie zu ihm: „Ich sehe keinen Unterschied zwischen deiner Beziehung und einer heterosexuellen Beziehung, weil ihr beiden streitet wie Ehemann und Frau.“ Für ihn war dies die Bestätigung, dass sie es forthin akzeptierte.
In seiner Schule tauchten Gerüchte auf, dass er mit seinen Schülern Verhältnisse hätte, und er verlor seinen Job in der Madrasa. So beschloss er, sich zu outen. Mit der Zeit erkannte er, dass er nicht der Einzige war und auch andere Schwule durch gesellschaftlichen Druck gedrängt wurden zu heiraten, wodurch manche in Alkoholismus oder gar Suizid getrieben wurden. 1998 gründete er Al-Fitrah, die erste homosexuelle muslimische Organisation in seinem Land, und ging an die Öffentlichkeit. In seiner lokalen Gemeinschaft erfuhr er nach eigenen Angaben trotzdem nie Diskriminierung. Er leitete die Non-Profit-Organisation The Inner Circle in Kapstadt, die homosexuellen Moslems beim Coming-out hilft und ihnen vertrauliche Gespräche anbietet.
Hendricks leitete bis zu seinem Tod in der Funktion als geschäftsführender Direktor die 2018 gegründete Al-Ghurbaah-Stiftung (Al-Ghurbaah Foundation) im Kapstädter Stadtteil Wynberg, die ein Zentrum für queere Muslime ist.
Hendricks wirkte in dem Dokumentarfilm A Jihad for Love (2007) mit, wodurch er weltweit bekannt wurde. Er wurde in verschiedene Länder eingeladen, um über Homosexualität und Islam zu sprechen.

## Tod
Hendricks starb am 15. Februar 2025 im Alter von 57 Jahren in Bethelsdorp, einem Nachbarort von Gqeberha. Wie in dem Video einer Überwachungskamera zu sehen ist, das in vielen Medien verbreitet wurde, saß Muhsin Hendricks in einem Auto, dessen Weiterfahrt durch das Auto des Täters blockiert wurde. Der Täter sprang aus dem Auto, rannte die wenigen Schritte zum Auto, in dem Muhsin Hendricks auf dem Rücksitz saß, schoss, rannte zurück in seinen Wagen und fuhr davon. Muhsin Hendricks war auf dem Weg zu der Trauung eines lesbischen Paares, dem die Eheschließung von der eigenen Gemeinde verwehrt wurde. Sein Fahrer überlebte das Attentat.